# Madelein Svensson
Madelein Svensson, född 20 juli 1969 i Sollefteå, är en svensk före detta friidrottare som tävlade i gång. 
Svensson deltog vid EM 1990 på 10 km gång och hon slutade där på sjuttonde plats. Hennes stora framgång kom vid VM 1991 i Tokyo då hon blev silvermedaljör slagen endast av Alina Ivanova. 
Svensson deltog även vid Olympiska sommarspelen 1992 där hon slutade på sjätte plats. Hennes sista stora mästerskap var VM 1993 där hon blev diskad.

## Personliga rekord
- 10 km gång - 42.14